# Virna Taccone
Virna Taccone es una deportista italiana que compitió en natación sincronizada. Ganó dos medallas de bronce en el Campeonato Europeo de Natación de 2006, en las pruebas equipo y combinación libre.

## Palmarés internacional
| Campeonato Europeo | Campeonato Europeo | Campeonato Europeo | Campeonato Europeo |
| Año                | Lugar              | Medalla            | Prueba             |
| ------------------ | ------------------ | ------------------ | ------------------ |
| 2006               | Budapest (Hungría) | Medalla de bronce  | Equipo             |
| 2006               | Budapest (Hungría) | Medalla de bronce  | Combinación libre  |